# Coata (distrito)
Coata é um distrito do Peru, departamento de Puno, localizada na província de Puno.

## Transporte
O distrito de Coata é servido pela seguinte rodovia:
- PU-120, que liga a cidade ao distrito de Juliaca
- PU-118, que liga a cidade  de Paucarcolla ao distrito de Capachica[1][2][3]